# Como te recuerdo
Cómo te recuerdo es es título de un álbum de estudio grabado por la banda mexicana de música romántica y grupera Los Temerarios, Fue lanzado al mercado por la empresa discográfica Fonovisa Records el 27 de enero de 1998 y producido por Adolfo Ángel Alba. El 31 de marzo de 1998 llegaron al disco de oro y el 4 de febrero de 2000 consiguieron el disco de platino por vender más de 1 millón de copias.

## Lista de canciones
- Todas las canciones escritas y compuestas por Adolfo Ángel Alba, excepto donde se indica.

| Cómo te recuerdo |                       |                                       |          |  |
| N.º              | Título                | Escritor(es)                          | Duración |  |
| 1.               | «Cómo te recuerdo»    | Adolfo Ángel Alba                     | 5:06     |  |
| 2.               | «Qué te vas»          | Adolfo Ángel Alba                     | 4:03     |  |
| 3.               | «Es ella la causa»    | El Maestro Abrego · Adolfo Ángel Alba | 4:48     |  |
| 4.               | «Bella pero mala»     | Adolfo Ángel Alba                     | 3:48     |  |
| 5.               | «Estaba solo»         | Gustavo Ángel Alba                    | 3:42     |  |
| 6.               | «Me resisto»          | Adolfo Ángel Alba                     | 4:12     |  |
| 7.               | «Dijiste adiós»       | Adolfo Ángel Alba                     | 4:31     |  |
| 8.               | «Por qué te conocí»   | Adolfo Ángel Alba                     | 4:05     |  |
| 9.               | «Yo quiero ser feliz» | Adolfo Ángel Alba                     | 3:50     |  |
| 10.              | «Botella envenenada»  | Cornelio Reyna                        | 3:12     |  |

## Créditos

### Los Temerarios
- Adolfo Ángel Alba: Teclados, coros y 2°da voz
- Gustavo Ángel Alba: Voz Líder y guitarra
- Carlos "Charly" Abrego: Percusiones y Guitarra Acústica.
- Karlo Vidal: Batería
- Fernando Ángel González: Bajo Eléctrico.

### Personal
- Ernesto Abrego: Arreglista, Vihuela
- El Maestro Abrego: Arreglista.
- Mayra Angelica Alba: Coordinación General.
- Arnulfo Canales: Guitarra
- John Coulter: Diseño, Diseño Gráfico
- Erin Flanagan: Estilista
- Ismael Hernández: Ingeniero Asistente, Asistente de Producción
- Eric Mora: Guitarra
- Adriana Rebold: Dirección de Arte, Diseño Gráfico
- Cornelio Reyna: Compositor En Botella Envenenada
- Noel Savón: Percusión
- Alan Silfen: Fotografía
- Manuel Valle: Trompeta.

## Posicionamiento en las listas
| Lista (1998)                           | Máxima posición |
| -------------------------------------- | --------------- |
| U.S. Billboard 200                     | 175             |
| U.S. Billboard Top Latin Albums        | 2               |
| U.S. Billboard Regional/Mexican Albums | 1               |

### Sucesión y posicionamiento
| Predecesor: Así cómo tú de Los Tigres del Norte | U.S. Billboard Regional/Mexican Albums — Álbum N°. 1 21 de febrero de 1998 - 3 de abril de 1998 | Sucesor: Así cómo tú de Los Tigres del Norte |

## Certificaciones
| País           | Organismo certificador | Certificación    | Simbolización | Fecha de certificación | Ref. |
| -------------- | ---------------------- | ---------------- | ------------- | ---------------------- | ---- |
| Estados Unidos | RIAA                   | Oro (Latino)     |               | 31 de marzo de 1998    |      |
| Estados Unidos | RIAA                   | Platino (Latino) |               | 4 de febrero de 2000   |      |